# چرینیولا
شهر چرینیولا (به ایتالیایی: Cerignola) با جمعیت ۵۸٬۲۸۰ نفر در ناحیه آپولیا در کشور ایتالیا واقع شده‌است.